# William Miller (pertiguista)
William Miller (Estados Unidos, 1 de noviembre de 1912-13 de noviembre de 2008) fue un atleta estadounidense, especialista en la prueba de salto con pértiga en la que llegó a ser campeón olímpico en 1932.

## Carrera deportiva
En los JJ. OO. de Los Ángeles 1932 ganó la medalla de oro en el salto con pértiga, saltando por encima de 4.315 metros, superando al japonés Shuhei Nishida (plata con 4.30 m) y a su compatriota George Jefferson (bronce).